# Línia de banda d'aire

Diagrama de l'estructura de la línia d'aire amb suport dielèctric.

La línia de banda d'aire és una forma de línia de transmissió plana elèctrica per la qual un conductor en forma d'una fina banda metàl·lica està suspès entre dos plans de terra. La idea és fer que el dielèctric sigui essencialment aire. El suport mecànic de la línia pot ser un substrat prim, suports aïllats periòdics o els connectors del dispositiu i altres elements elèctrics.
La línia de banda d'aire s'utilitza més habitualment a les freqüències de microones, especialment a la banda C. El seu avantatge respecte a la stripline estàndard i altres tecnologies planars és que el seu dielèctric d'aire evita la pèrdua dielèctrica. Es poden construir molts circuits útils amb una línia d'aire i també és més fàcil aconseguir un acoblament fort entre components en aquesta tecnologia que amb altres formats plans. Va ser inventat per Robert M. Barrett a la dècada de 1950.

## Estructura

Exemples d'estructures possibles amb la línia d'aire: acoblador direccional (a dalt a l'esquerra), acoblador de branca (a dalt a la dreta), filtre de pas de banda de línia acoblada (a baix a l'esquerra) i divisor de potència d'anell híbrid (a baix a la dreta).

La línia d'aire és una forma de línia que utilitza l'aire com a material dielèctric entre el conductor central i els plans de terra. L'ús d'aire com a dielèctric té l'avantatge que evita les pèrdues de transmissió habitualment associades als materials dielèctrics.
Hi ha dues maneres bàsiques de construir la línia d'aire. A la línia de tira amb suport dielèctric, també anomenada línia de tira suspesa o substrat suspès, el conductor de la cinta es diposita sobre un substrat dielèctric sòlid prim, de vegades a banda i banda i connectat entre si per formar un sol conductor. Aquest substrat es fixa al seu lloc entre les parets que suporten els dos plans de terra. En aquest mètode, la cinta es pot fabricar mitjançant tècniques de circuit imprès, fent-la barata i donant l'avantatge addicional que altres components es poden imprimir al dielèctric en la mateixa operació. El propòsit del dielèctric sòlid és el suport mecànic per al conductor, però està fet el més prim possible per minimitzar el seu efecte elèctric. La naturalesa feble del substrat fa que es pugui distorsionar fàcilment. Per això, el disseny ha de tenir en compte els problemes d'estabilitat tèrmica. Els dissenys de gamma alta poden utilitzar un substrat cristal·lí, com el nitrur de bor o el safir, com a substrat suspès.

## Usos
Air stripline troba el seu major ús a les freqüències de microones de la banda C (4–8 GHz). A aquestes freqüències i per sota té l'avantatge de la compacitat sobre la guia d'ona. La línia de banda d'aire es pot utilitzar fora de la banda C, però a la banda Ku més alta (12–18 GHz) la guia d'ona tendeix a dominar a causa de la seva menor pèrdua.
A les freqüències de microones, els circuits passius com ara filtres, divisors de potència i acobladors direccionals solen construir-se com a circuits d'elements distribuïts. Aquests circuits es poden construir utilitzant qualsevol format de línia de transmissió. El format de línia coaxial que s'utilitza habitualment per a la interconnexió de dispositius s'ha utilitzat per a aquest tipus de construcció de dispositius, però no és el format més convenient per a la fabricació. Stripline es va desenvolupar com una millor solució per a la construcció de circuits i la línia d'aire també compleix aquesta funció. La línia d'aire és especialment útil a la banda C per crear xarxes de formació de feix a partir d'aquests components.